# 桐庐县 (安徽省)
桐庐县，中国旧县名。
1949年析桐城县东部置。治所在今安徽省枞阳县汤沟镇。属皖北行署区。以位于桐城、庐江二县间得名。1951年因与浙江省桐庐县重名，更名湖东县。